# Nederlands landskampioenschap voetbal 1909/1910
Dvacátý druhý ročník Nederlands landskampioenschap voetbal 1909/1910 (česky: Nizozemské fotbalové mistrovství) se účastnilo opět 17 klubů, které byli rozděleny do dvou skupin (Východní a Západní). Vítězové skupin odehrály dva zápasy o titul. Titul získal podeváté v klubové historii Haagsche VV, který porazil ve finále Quick Nijmegen 2:0 a 3:2.